# Stevan Petrović
Stevan Petrović (Beograd, 1931) srpski je psihijatar, istraživač društva, univerzitetetski profesor i doktor medicinskih nauka. Poznat je u srpskoj javnosti po svom zalaganju protiv narkomanije i kao pisac dvadesetak knjiga.

## Biografija
Završio je Medicinski fakultet u Beogradu 1958. godine kao vojni stipendista, a 1987. godine je odbranio doktorsku disertaciju sa tezom "Ličnost narkomana".
Po završetku studija dr. Petrović je raspoređen na mesto trupnog lekara u letačkoj jedinici nadzvučne avijacije, sa činom poručnika. Posle pet godina rada na mestu letačkog lekara, kao kapetana, uputili su ga na specijalizaciju iz oblast neurospihijatrije. Nakon trogodišnje specijalizacije, ponovo se vratio u vazduhoplovstvo, radio je četiri godine sa činom majora u Vazduhoplovno-medicinskom institutu u Zemunu.
1972. godine dobija čin potpukovnika u tek osnovanom Institut za mentalno zdravlje koji je delovao u sastavu VMA-Vojno medicinske akademije. Tokom 1980.-e, kao pukovnik, postavljen je za Načelnika Instituta za mentalno zdravlje i zdravstveno vaspitanje VMA.
Na dužnosti psihijatra Josipa Broza Tita nalazio se od 1971. do 1973. godine.
Primarijus dr.Petrović se bavio i pedagoškim radom, ima zvanje profesora univerziteta (VMA) .Kao profesor–gost, ili kao profesor po pozivu, predavao je na Filozofskom fakutetu u Beogradu, Pravnom fakultetu u Beogradu, i BK akademiji umetnosti, a gostovao je 1988. godine na varšavskom fakultetu.
Vrlo plodan naučni i klinički rad dr.Petrovića posvećen je u celini neuropsihijatriji, kao i mentalnom zdravlju. Posebno se bavi terapijom bolesti zavisnosti, naročito narkomanijom, kao i depresivnim stanjima i stanjima izmenjene svesti. Rasvetlio je i neke kontroverze u vezi zloupotrebe psihijatrije.
Objavio je više stotina naučnih i stručnih radova u renomiranim časopisima iz popularne medicine, religije, muzike, književnosti, slikarstva. Autor je velikog broja psihobiografija velikih stvaralaca iz raznih oblasti.

## Bibliografija

### Napisane knjige
- Droga i ljudsko ponašanje (pet izdanja),
- Droga i mladi (koautor),
- Ličnost narkomana,
- Psihologija i mogućnost zloupotrebe,
- Stanje izmenjene svesti,
- Čovek između bolesti i stvaralaštva (dva izdanja),
- Mali leksikon psihološko- psihijatrijskih i pravnih pojmova,
- Edip (dva izdanja),
- Lilit (dva izdanja),
- Pravo i pravičnost,
- Psihološki ogledi,
- Makbet i ledi Makbet.

### U štampi
- Isus Hristos hrišćanstvo i crkva,
- Razmatranja o prirodi dva Boga,
- Frida Kalo i Dijego Rivera FRIDA,
- Kako je nastala bolest,

### Romani
- Ludi svet od Džonatana – koautor sa Radomirom Smiljanićem Osnivač i predsednik "Nagradne akademije Ivo Andrić",
- Beograd između dva rata.

Većina knjiga dr.Petrovića je objavljeno u više izdanja i prevedeno na strane jezike.
Za svoj rad, naučni, stručni pedagoški, profesor dr.Stevan Petrović je dobio više priznanja i odlikovanja dok je radio pri vojsci SFRJ.

## Spoljašnje veze
- www.creemaginet.com